# Vorobiivka, Dobrovelîcikivka
Vorobiivka (în ucraineană Вороб`ївка) este un sat în comuna Bratoliubivka din raionul Dobrovelîcikivka, regiunea Kirovohrad, Ucraina.

## Demografie
Componența lingvistică a localității Vorobiivka
     Ucraineană (88,82%)
     Rusă (4,97%)
     Română (4,97%)
     Belarusă (1,24%)
Conform recensământului din 2001, majoritatea populației localității Vorobiivka era vorbitoare de ucraineană (88,82%), existând în minoritate și vorbitori de rusă (4,97%), română (4,97%) și belarusă (1,24%).